# 단지 세상의 끝
《단지 세상의 끝》(프랑스어: Juste la fin du monde)은 2016년 공개된 프랑스의 드라마 영화이다. 그자비에 돌란이 감독, 각본, 편집을 맡았다. 장뤼크 라가르스의 동명의 희곡을 바탕으로 한다.
2016년 칸 영화제에서 그랑프리를 수상하였다.

## 출연
- 나탈리 바유 - 마르틴
- 뱅상 카셀 - 앙투안
- 마리옹 코티야르 - 카트린
- 레아 세두 - 쉬잔
- 가스파르 윌리엘 - 루이

## 평가

### 수상
| 상 / 영화제         | 부문                  | 수상자 및 후보     | 결과 |
| ------------------- | --------------------- | ------------------ | ---- |
| 2016년 칸 영화제    | 그랑프리              | 《단지 세상의 끝》 | 수상 |
| 2016년 칸 영화제    | 에큐메니칼 심사위원상 | 《단지 세상의 끝》 | 수상 |
| 필름페스트 함부르크 | 아트시네마상          | 《단지 세상의 끝》 | 수상 |